# Breage (Cornouailles)
Breage est une paroisse civile et un village des Cornouailles, en Angleterre.